# Joseph Benhard
Joseph Benhard (ur. 10 maja 1972 r.) − namibijski bokser, olimpijczyk.

## Kariera amatorska
Benhard reprezentował Namibię na Igrzyskach Olimpijskich w Atlancie, rywalizując w kategorii papierowej (do 48 kg.). W swoim pierwszym pojedynku zmierzył się z Rafaelem Lozano, z którym przegrał 2:10.

## Kariera zawodowa
Na zawodowym ringu zadebiutował w 2005 r., przegrywając z Simonem Negodhim. Rok później, w 2006 r. również zanotował porażkę z tym samym rywalem i zakończył karierę.